# 八幡山城
八幡山城（はちまんやまじょう）是位在近江國蒲生郡（現在的滋賀縣近江八幡市）的一座山城。豐臣秀次之居城。別名近江八幡城。城之一部和城下之「日牟禮八幡宮境內地」、「八幡堀」被選定為重要傳統的建造物群保存地區。

## 關連項目
- 日本城堡列表

## 外部連結
- 近江 八幡山城（近江八幡城）